# HotJava
HotJava est un navigateur web développé en Java par Sun Microsystems.
HotJava a été développé en 1994, et lancé en 1995 en même temps que la plate-forme Java, afin de montrer les possibilités de celle-ci.
Ce navigateur fut abandonné en 1999. La 3e et dernière version est compatible HTML 4 et JavaScript.
HotJava est disponible sur Windows et Solaris.